# شرايين قطاعية في الكلى
الشرايين القطاعية الكلوية هي إحدى فروع الشرايين الكلوية.
الشرايين التالية تمثل خمسة شرايين قطاعية:
- علوية
- سفلية
- أمامية
  - أمامية علوية
  - أمامية سفلية
- خلفية

## روابط خارجية
- Histo/HistoImages/hl7A-47.jpg في موقع (MedEd) التابع لجامعة لويولا.